# Amaru Entertainment
Amaru Entertainment is een platenlabel dat in het begin van 1997 werd opgericht door Afeni Shakur, om het ongepubliceerde materiaal dat haar zoon, de vermoorde rapper Tupac Shakur, voor zijn dood op 13 september 1996 had gemaakt, uit te brengen. Na de dood van Tupac Shakur heeft het label de rechten geërfd van 2Pacalypse Now, Strictly 4 My N.I.G.G.A.Z., Thug Life: Volume 1, en Me Against the World. Amaru Entertainment heeft ook acht postume albums van Tupac Shakur vrijgegeven, alsook een documentaire, Tupac: Resurrection.